# Pensacola maxillosa
Pensacola maxillosa là một loài nhện trong họ Salticidae.
Loài này thuộc chi Pensacola. Pensacola maxillosa được Elizabeth Bangs Bryant miêu tả năm 1943.